# Folklore africain
Le terme folklore africain fait référence au folklore de l'Afrique noire. Il n'y a pas de culture africaine unique, mais les us et coutumes  variées des multiples et différents groupes ethniques d'Afrique.
Depuis la nuit des temps le folklore qui est l'ensemble des productions collectives du peuple africain selon chaque clan, tribu, ethnie et région est transmis de façon orale, et écrit (inscription symbolique sur des bois et sur des tablettes d'argile). Dans ce folklore aussi d'une part existe des créatures mythiques de la mythologie africaine qui font l'objet des récits, des contes autour du feu ou au clair de lune.
Le vécu des Africains a un lien étroitement lié à la nature ce qui révèle l'existence d'une adoration indissociable de sa culture et tradition qui est indexé comme religion endogène. Le culte des ancêtres qui existe via la divination est une art ancestrale qui est plutôt la base du folklore africain car dit-on que tout ce qui est existe descend du spirituel. En 2005 l'UNESCO a ajouté le système divinatoire Fa ou Ifá à la liste représentative du patrimoine culturel immatériel de l'humanité.
Les musiques, les danses, les vêtements, etc. sont dissociés dans la société pour distinguer les pratiques religieuses des pratiques culturelles non religieuses.

## Festivals
Les célébrations traditionnelles africaines révèlent la diversité folklorique des peuples et leur imposition dans le monde actuel.
Quelques uns des festivals : 
- Festival vaudou (Bénin)
- Gerewol (Peul)
- Festival des masques (Côte d'Ivoire)
- Homowo (Ghana)
- Festival Ngondo (Cameroun)
- Godogbe za (Togo)
- Novitcha (Bénin)